# Општина Горуја
Горуја (рум. Goruia) општина је у Румунији у округу Караш-Северин.
Oпштина се налази на надморској висини од 192 m.